# 2 Tone
2 Tone — музичний жанр, створений в Англії наприкінці 1970-х років злиттям елементів ска, панк-року, реґі, рокстеді та нової хвилі. 2 Tone класифікують як другу хвилю ска і попередника третьої хвилі ска сцени 1980-х та 1990-х років.

## Історія
Жанр 2 Tone винайшли молоді музиканти з Ковентрі, графство Західний Мідленд, Англія, що зростали на ямайській музиці 1960-х. Вони об'єднали вплив ска, реґі та рокстеді з панк-роком та новою хвилею. Гуртами, що вважаються частиною жанру є The Specials, The Selecter, The Beat, Madness, Bad Manners та The Bodysnatchers.
Термін було придумано клавішником The Specials, Джеррі Даммерсом. Музика була поширена серед скінхедів, руд-боїв, та деякими шанувальниками жанру mod revival.

## Музей
1 жовтня 2010 року в будівлі Ковентрівського університету, було відкрито Центральний музей 2-Tone, до серпня 2011 року він переїхав до селища 2-Tone в містечку Сток. Він включає в себе виставочний простір, Стіну слави Ковентрівської музики, кав'ярню, сувенірний магазинчик та карибський ресторан. Багато речей в музеї запозичено у учасників The Selecter, The Beat  та The Specials.